# Leucosolenia eleanor
Leucosolenia eleanor is een sponssoort in de taxonomische indeling van de kalksponzen (Calcarea). De spons leeft in de zee en zijn steencel bestaat uit calciumcarbonaat.
De spons behoort tot het geslacht Leucosolenia en behoort tot de familie Leucosoleniidae. De wetenschappelijke naam van de soort werd voor het eerst geldig gepubliceerd in 1906 door Ferdinand Urban. De soort werd ontdekt in de Baai van Monterey in Californië, waar ze veel voorkomt in het intergetijdengebied.